# Hitman: Kontrakty
Hitman: Kontrakty (ang. Hitman: Contracts) – komputerowa skradanka trzecioosobowa, stworzona przez IO Interactive i wydana przez Eidos Interactive 20 kwietnia 2004 roku na platformy PlayStation 2 i Xbox, zaś dzień później na platformę Microsoft Windows. W Polsce trafiła do sprzedaży za sprawą Cenegi 10 maja 2004 roku w wersji na Microsoft Windows i 10 grudnia 2007 roku w wersji na PlayStation 2. Jest trzecią częścią serii gier komputerowych Hitman. 
Do kwietnia 2009 roku gra sprzedała się w nakładzie około 2 milionów egzemplarzy na całym świecie.

## Fabuła
Fabuła gry Hitman: Kontrakty jest przedstawiona w formie retrospekcji. Gra rozpoczyna się w momencie, gdy Agent 47 zostaje postrzelony w wątrobę przez oficera francuskiej policji w Paryżu. Ciężko ranny i oszołomiony, Hitman dociera do hotelu, gdzie w swoim apartamencie traci przytomność, a następnie zaczyna mieć wspomnieniowe halucynacje dotyczące poprzednich zleceń.
Pierwszym wspomnieniem zabójcy są wydarzenia krótko po stanowiącym zakończenie pierwszej części gry zabójstwie profesora Ort-Meyera w podziemiach szpitala psychiatrycznego w Rumunii. Dzięki swoim umiejętnościom Agent 47 wydostaje się z opanowanej przez pozbawionych nadzoru pacjentów i przeszukiwanej przez funkcjonariuszy policyjnych sił specjalnych placówki, a potem kradnie stojący obok budynku radiowóz i gwałtownie odjeżdża nim z terenu szpitala, rozbijając bramę. Następnie Agent 47 przechodzi w swych wspomnieniach do kontraktu, w którym miał za zadanie dostać się do rumuńskiego zakładu mięsnego podczas imprezy organizowanej w nim przez właściciela, Szkota Campbella „Meat Kinga” Sturrocka i jego prawnika Andreia Puscusa, a następnie zabić ich obu i uwolnić porwaną przez Sturrocka córkę zleceniodawcy. O ile z zabójstwem wyznaczonych celów Hitman nie ma żadnych problemów, o tyle uwolnienie porwanej kobiety okazuje się być niemożliwe – w jednym z pomieszczeń Agent 47 znajduje jej zmasakrowane zwłoki. Po konsultacji ze swoją kontrolerką z agencji, Dianą, Hitman zabiera tylko dowód popełnionego na córce zleceniodawcy przestępstwa i opuszcza teren zakładu. Kolejnym wspomnieniem, jakie nawiedza nieprzytomnego Hitmana jest zrealizowane w bazie wojskowej na Kamczatce zlecenie dotyczące zabójstwa terrorysty Fabiana Fuchsa i mającego mu sprzedać bombę atomową byłego oficera Armii Czerwonej Siergieja Biarchowa, a następnie zatopienia przy użyciu ładunków wybuchowych opuszczonego okrętu podwodnego, służącego jako laboratorium stanowiące część procesu produkcyjnego broni jądrowej. 
Po wspomnieniu zlecenia na Kamczatce Agent 47 niemal traci życie, jednak zostaje uratowany przez lekarza przysłanego przez agencję. Lekarz zaprowadza rannego zabójcę do stolika i kładzie go na nim celem przeprowadzenia operacji. Przygotowując się do niej, wyciąga butelkę z alkoholem i oblewa nim ranę Hitmana, co wywołuje u zabójcy halucynację związaną z kontraktem dotyczącym zabójstwa angielskiego lorda Winstona Beldingforda i jego syna Alistaira w ich posiadłości oraz uwolnieniem porwanego przez nich syna zleceniodawcy, Gilesa Northcotta, który miał stać się ofiarą podczas polowania. Następnie zabójca przechodzi we wspomnieniach do dwóch kolejnych zleceń: zabójstwa przywódcy rotterdamskiego gangu motocyklowego Rutgerta Van Leuvena i Klaasa Hellera, tajnego agenta, któremu zleceniodawca Hitmana wcześniej zlecił odzyskanie kompromitujących go zdjęć skradzionych przez Van Leuvena i który z niewiadomych przyczyn nie wywiązał się z zadania oraz wyeliminowanie handlarza bronią Borysa Iwanowicza Deruszki, który schronił się na statku transportowym w porcie w Rotterdamie (zamkniętym i otoczonym przez holenderską policję) i groził zdetonowaniem bomby atomowej.
W międzyczasie, gdy lekarz agencji kończył operację, Hitman zaczął wracać do życia za sprawą zrobionego przez doktora zastrzyku i odgłosów policyjnych syren, dobiegających zza okien pokoju hotelowego. Naszły go wówczas wspomnienia dotyczące dwóch zleceń z pierwszej części gry: zabójstwa Frantza Fuchsa w hotelu w Budapeszcie i zabezpieczenie bomby, którą Fuchs chciał zdetonować w hotelu oraz poprzedzone szeregiem wstępnych działań zabójstwo Lee Honga, szefa hongkońskiej triady Red Dragon. Po wspomnieniu zlecenia w Hongkongu Agent 47 w końcu się obudził i zorientował się, że cały budynek jest otoczony przez francuską policję. Niedługo później do pokoju, w którym przebywał Hitman, przeszukujący budynek funkcjonariusze Grupy Interwencyjnej Żandarmerii Narodowej wrzucają granaty dymne. Zabójca pospiesznie zabiera kilka sztuk broni z szafki obok i z trudem ucieka z obiektu. Następnie unikając konfrontacji z licznymi policjantami podstępem zabija inspektora Alberta Fourniera, który był trzecim z celów w ramach zlecenia, jakie Agent 47 otrzymał do zrealizowania w Paryżu (poprzednimi byli Philippe Berceuse, portugalski śpiewak operowy i Richard Delahunt, ambasador Stanów Zjednoczonych w Watykanie – Hitman zabił ich w teatrze operowym L’Opera D’Orleans podczas odgrywania opery Tosca, a w trakcie ucieczki z gmachu został postrzelony przez Fourniera). Po zabiciu inspektora Hitman ucieka z obszaru policyjnych działań i kieruje się w stronę portu lotniczego Charles’a de Gaulle’a, chcąc ostatecznie wydostać się z Francji. 
Na pokładzie samolotu Diana mówi Agentowi 47, że dowiedziała się, że agencja stała się celem nieznanej grupy. W reakcji na to Hitman zapytał, czy „ma dość pieniędzy na nadchodzące uderzenie”, co stanowi wprowadzenie do wydarzeń z gry Hitman: Krwawa forsa.

## Rozgrywka
Rozgrywka w grze skupia się na wyczynach płatnego zabójcy, Agenta 47, wysyłanego do różnych miejsc w celu zamordowania wyznaczonych osób. Do zrealizowania powierzonych zabójstw można użyć szerokiego wachlarza broni, od noży kuchennych po karabiny maszynowe. O ile gracza nie krępują specyficzne warunki danego zadania (misji), ma on swobodę działania i wolną rękę w sposobie wyeliminowania osoby-celu. Chociaż mechanika rozgrywki wspiera skradanie się i podstęp, gra umożliwia także graczowi zastosowanie bardziej brutalnego podejścia i walkę z użyciem broni palnej w celu wykonania zadania. W grze jest dwanaście misji, z których tylko jedna rozgrywa się w ciągu dnia – podczas pozostałych jedenastu zleceń panuje mrok i pada deszcz, co ma podkreślać stan fizyczny głównego bohatera, wykrwawiającego się w hotelowym apartamencie, a także zaburzenia w jego pamięci. Niektóre z misji wymagają zmieszczenia się w bliżej nieokreślonym limicie czasowym. Ze względu na charakter fabuły (retrospekcyjne wspomnienia rannego Hitmana) grę cechuje oniryczny klimat.
Tworząc grę firma IO Interactive postanowiła udoskonalić koncepcje wprowadzone w poprzednich grach z serii, Hitman: Codename 47 i Hitman 2: Silent Assassin. Twórcy postawili przede wszystkim na bogatszą paletę możliwości mordowania osób-celów. W prawie każdym zadaniu można znaleźć przynajmniej trzy zupełnie różne sposoby na uśmiercenie wskazanego człowieka – godnymi uwagi są uduszenie śpiącego celu za pomocą poduszki, dodanie do herbaty dużej dawki trucizny na gryzonie czy zablokowanie celu w niebezpiecznie rozgrzanej saunie (misja Traditions of the Trade). Deweloperzy skupili się też mocniej na graczach, którzy preferują samodzielne skradanie się bez konieczności stosowania przebrań. Gra przyniosła również poważne zmiany w systemie sztucznej inteligencji wrogów. Gdy Agent 47 zostaje zdemaskowany, strażnicy lub żołnierze aktywnie i zespołowo starają się go zabić, co znacznie zwiększa niebezpieczeństwo związane z angażowaniem się w otwartą walkę. Istnieje przy tym wiele sposobów poruszania się po każdym z terenów misji, w których często znaleźć można szerokie otwarte przestrzenie, a nawet ukryte tajne przejścia.
Z przyczyn fabularnych w grze nie zastosowano możliwości wyboru sprzętu przed misją czy znanego z pierwszej części serii wątku ekonomicznego. Obecny jest w niej jednak znany z części drugiej system rang podsumowujących wykonanie misji i nagród za tę najwyższą, czyli „Cichego Zabójcę”. W prezencie gracz dostaje kolejne bronie, lecz w odróżnieniu od gry Hitman 2: Silent Assassin nie może zabrać na misję kilku sztuk broni tego samego rodzaju. Tożsamy z Silent Assassin jest natomiast system zapisu stanu gry (w zależności od poziomu trudności, od 0 do 7 zapisów na misję). Nowością w stosunku do dwóch poprzednich części jest oddzielny tryb treningu z dostępem do zbrojowni i trzema miejscami służącymi podszkoleniu swoich umiejętności: dwóch strzelnic (dla karabinów wyborowych i symulującej walkę w terenie) oraz wypełnionej przeciwnikami lokacji przeznaczonej do skradania się, przy czym Hitman pozostaje w niej nieśmiertelny i nie musi zachowywać ciszy – można ją przejść w brutalny sposób, z użyciem np. karabinu maszynowego.
W stosunku do poprzednich gier z serii gra Hitman: Kontrakty ma dopracowaną mapę z radarem rozróżniającym stan jednostek (czytelnie pokazuje te zabite), jednak nie zastosowano w niej kompasu. Drobnym usprawnieniom poddano oprawę graficzną, czyniąc ją bardziej szczegółową, a także zmieniono wygląd interfejsu. Istotną nowością jest podatność na zniszczenie wielu źródeł światła.

## Tworzenie gry
Hitman: Kontrakty został oficjalnie zapowiedziany przez firmę wydawniczą Eidos Interactive 16 grudnia 2003 roku jako gra dostępna w sprzedaży na platformy PlayStation 2, Xbox i Microsoft Windows od wiosny następnego roku. Do interakcji pomiędzy elementami gry, podobnie jak w przypadku poprzednich swoich gier, twórcy z IO Interactive użyli silnika Glacier. Z powodu problemów finansowych wydawcy cykl produkcyjny gry został znacznie skrócony, przez co nie zastosowano w niej wielu nowych pomysłów, które pojawiły się dopiero w następnej części serii – zrezygnowano m.in. z misji rozgrywającej się w Las Vegas i mechaniki tłumów.

### Muzyka

#### Oryginalna ścieżka dźwiękowa
Muzykę na oryginalną ścieżkę dźwiękową z gry skomponował Jesper Kyd. 20 kwietnia 2004 roku została ona wydana na albumie, zaś w następnym roku nagrodzono ją w kategorii „Best Original Music” na gali 2005 BAFTA Games Awards. Album ze ścieżką dźwiękową z Hitman: Kontrakty zawiera następujące utwory:
| Nr  | Tytuł utworu              | Długość |
| --- | ------------------------- | ------- |
| 1.  | „White Room & Main Title” | 5:31    |
| 2.  | „SWAT Team”               | 3:58    |
| 3.  | „Hong Kong Underground”   | 4:43    |
| 4.  | „Slaughter Club”          | 8:51    |
| 5.  | „Streets of Hong Kong”    | 6:39    |
| 6.  | „Double Ballers”          | 2:36    |
| 7.  | „Winter Night”            | 3:34    |
| 8.  | „Weapon Select Beats”     | 1:40    |
| 9.  | „47 Detected”             | 3:10    |
| 10. | „Invader”                 | 3:42    |
| 11. | „Slaughterhouse”          | 6:13    |
| 12. | „Sanitarium”              | 4:29    |
| 13. | „Budapest Bath Hotel”     | 5:23    |
|     |                           | 1:00:29 |

#### Licencjonowane utwory
Oprócz oryginalnej ścieżki dźwiękowej autorstwa Jespera Kyda, w grze wykorzystano także następujące licencjonowane utwory:
- „Put Your Head on My Shoulder”, Paul Anka – w pokoju Malcolma Sturrocka w misji The Meat King’s Party
- „A Different Kind of Love”, Dick Walter – niedaleko kominka w posiadłości w misji Beldingford Manor
- „Immortal”, Clutch – w klubie nocnym w misji Rendezvous in Rotterdam
- „Walking Dead”, Puressence – w klubie ze striptizem w misji Deadly Cargo
- „Le Souteneur (Monsieur Claude)”, Faf Larage – w pokoju hotelowym w misji Hunter and Hunted

## Polskie wydanie
16 lutego 2006 roku gra Hitman: Kontrakty w wersji na platformę Microsoft Windows po raz pierwszy została wydana w Polsce w polskiej wersji językowej (napisy) – ukazała się w sprzedaży nakładem firmy Cenega w ramach serii wydawniczej Super$eller. Z kolei 6 marca 2007 roku Cenega wydała grę w stanowiącym część serii wydawniczej Kolekcja Klasyki zbiorczym wydaniu Hitman: Trylogia wraz z dwiema poprzednimi częściami serii: Hitman: Codename 47 i Hitman 2: Silent Assassin. W wydaniu tym każda z gier miała polską wersję językową (napisy), a ponadto do każdej z nich dołączony został poradnik w formacie PDF.

## Odbiór
Gra Hitman: Kontrakty spotkała się z pozytywnym odbiorem, uzyskując według agregatora GameRankings w wersji na Microsoft Windows średnią ocen wynoszącą 75,14% na podstawie 28 recenzji, zaś według Metacritic w tej samej wersji 74/100 punktów na podstawie 27 recenzji.
Wielu graczom nie spodobało się zamieszczenie przez twórców w grze misji znanych z Hitman: Codename 47, w nieznacznie zmienionej postaci. Wytknął to grze także Piotr „Zodiac” Szczerbowski z serwisu internetowego Gry-Online, pisząc, że „niestety, spośród 12 dostępnych misji 5 jest kopią z pierwszej części”, a ponadto że „znając ich przebieg oraz sposób rozwiązania, mimo dodania nowych dróg, odczuwa się niekoniecznie przyjemny efekt déjà vu”. Jako zalety gry ostatecznie ocenionej na 7,5/10 wskazał przy tym różne sposoby na wykonanie misji, które „wydłużają zabawę” i poziom trudności Professional, który „zmusza zapaleńców do dogłębnego zapoznania się z każdym zadaniem”. Oceniający grę na 7,6/10 Greg Kasavin z serwisu GameSpot pochwalił ścieżkę dźwiękową Jespera Kyda, określając ją jako „dodającą warstwę suspensu i napięcia do działania gracza, co sprawdza się lepiej niż jakikolwiek inny element w grze”, a także dodał, że gra „zapewnia sprawdzone i czasami bardzo rozrywkowe połączenie akcji i skradanki, które każdy fan tego gatunku może spokojnie przetestować”. Z kolei Douglass C. Perry z serwisu IGN wystawił grze ocenę 8,4/10 i zwrócił uwagę, że gra „jest mroczniejsza od poprzedniej części pod względem nastroju i atmosfery, a przez to jest bardziej introspekcyjna”, podkreślając jednocześnie, że „IO Interactive wykonało świetną robotę z zaprezentowaniem Hitmana w pokręconym surrealistycznym stanie bycia”. Dodał jednak także, że w grze „nie ma nic, co wywarłoby wrażenie na graczach, którzy zetknęli się z Hitmanem 2, jak również nie ma żadnej innowacji, która byłaby w stanie zmiażdżyć krytyków dwójki”.